# Lăka, Smolean
Lăka (în bulgară Лъка) este un sat în comuna Smolean, regiunea Smolean,  Bulgaria. 

## Demografie
Componența etnică a satului Lăka
     Bulgari (56,48%)
     Nicio identificare (40,74%)
     Altele (2,77%)
La recensământul din 2011, populația satului Lăka era de 108 locuitori. Din punct de vedere etnic, majoritatea locuitorilor (56,48%) erau bulgari. Pentru 40,74% din locuitori nu este cunoscută apartenența etnică.